# Kruszyn (Basse-Silésie)
Pour les articles homonymes, voir Kruszyn.
Kruszyn (en allemand : Groß Krauschen) est une localité polonaise de la gmina et du powiat de Bolesławiec en voïvodie de Basse-Silésie.

## Géographie
Le village se situe dans l'ouest de la région historique de Basse-Silésie, à quatre kilomètres à l'est de Bolesławiec sur le Bóbr et à environ 100 kilomètres à l'ouest de la capitale régionale de Wrocław.

## Historique

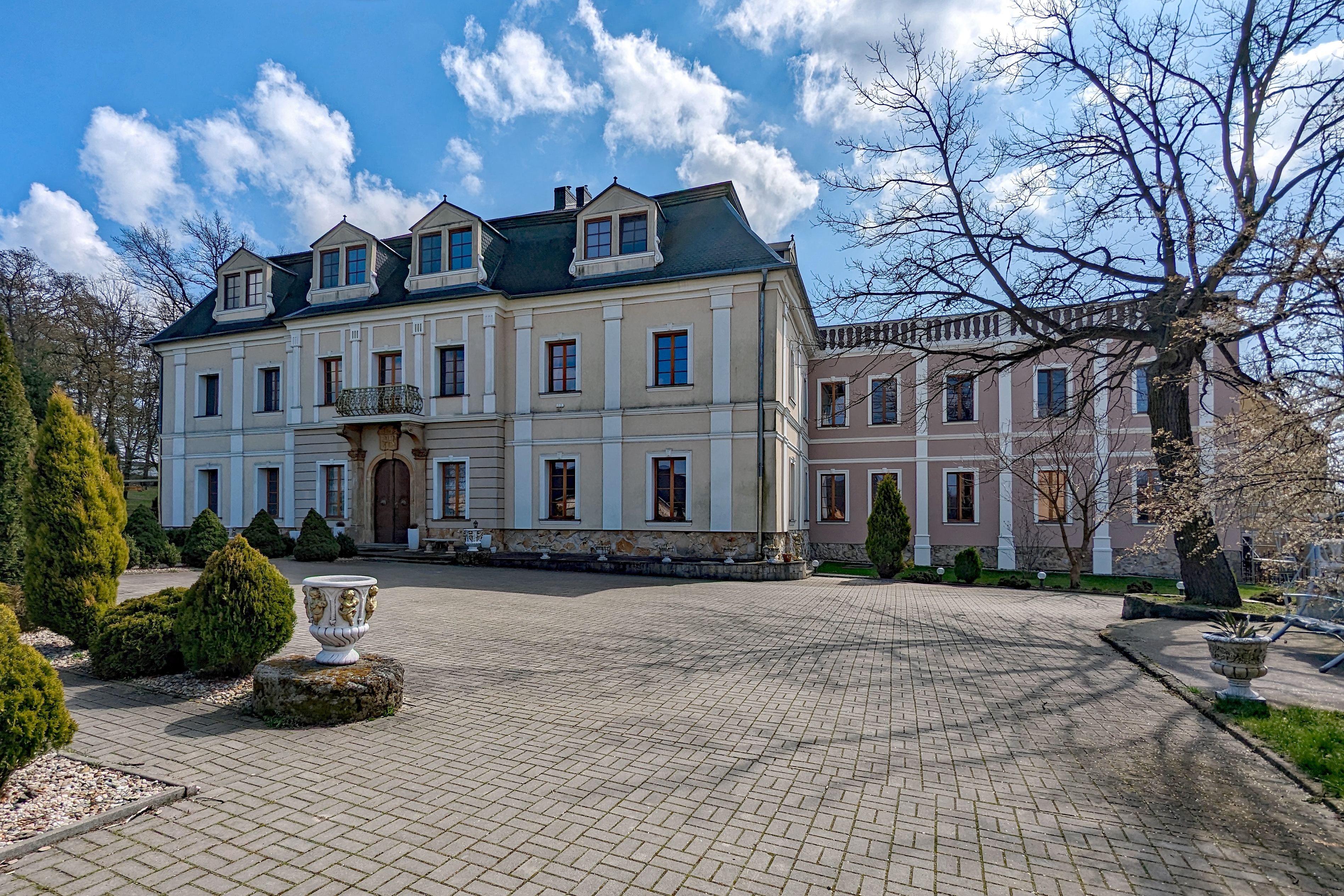
Château de Kruszyn.

Le manoir de Groß Krauschen, mentionné pour la première fois au XIVe siècle, fut la propriété de la noble famille Falkenhayn à partir de 1727. Hans Friedrich von Falkenhayn (1681–1745) fit construire le château en style baroque et cède une partie de ses terres aux réfugiés religieux des Frères moraves qui y fondent la colonie de Gnadenberg (Godnów) en 1743.
Depuis la première guerre de Silésie, de 1740 à 1742, la Basse-Silésie faisait partie du royaume de Prusse. En 1836, le domaine a été acquis par Maurice Haubold de Schönberg, ancien haut président de la province de Poméranie et mari de la comtesse Louise de Stolberg-Wernigerode. De 1848 à 1855, l'ingénieur agronome Julius Kühn était responsable et direcetur d'exploitation à Groß Krauschen. 
En 1852, Maurice Haubold de Schönberg revendit le manoir à son beau-fils Frédéric-Magnis von Schlieffen, père du général Alfred von Schlieffen. En 1891, Groß Krauschen a été acheté par une ligne collatérale de la maison Reuss.
Incorporée dans l'arrondissement de Bunzlau au sein de la province de Silésie, la région fut conquise par l'Armée rouge à la fin de la Seconde Guerre mondiale en 1945 puis rattachée à la réüublique de Pologne. La population germanophone restante était expulsée.